# Trochoidea elegans
Trochoidea elegans är en snäckart som först beskrevs av Gmelin 1791.  Trochoidea elegans ingår i släktet Trochoidea och familjen hedsnäckor. IUCN kategoriserar arten globalt som livskraftig. Inga underarter finns listade i Catalogue of Life.